# Harley-Davidson Tri Glide Ultra Classic
La Harley-Davidson Tri Glide Ultra Classic è un triciclo a motore prodotto dalla casa motociclistica Harley-Davidson a partire dal 2009. Questo modello è designato FLHTCUTG.

## Sviluppo
La Tri Glide Ultra Classic è stato il primo veicolo di questo tipo prodotto dalla Harley dopo la Harley-Davidson Servi-Car, la cui produzione iniziata nel 1932 e si era conclusa nel 1973. La base di partenza del veicolo è costituita dalla motocicletta Tri Glide Ultra Classic. La Harley nel 2008 stipulò un accordo con la  Lehman Trikes che ha sede a Spearfish, Dakota del Sud per la fornitura di componenti, per la conversione e il montaggio finale dei veicoli a tre ruote. L'accordo rimase in vigore fino alla morte di John Lehman, avvenuta nel 2012, titolare della  Lehman Trikes. Da allora l'assemblaggio finale di questi veicoli avviene negli stabilimenti della Harley-Davidson di York, Pennsylvania. Il veicolo è dotato di un motore con iniezione da 1.609 cm3 (103 pollici cubici) che fornisce una potenza di 70 hp (52 kW). Il cambio ha sei marce. All'inizio della produzione era disponibile solo come otionale una retromarcia ad azionamento elettrico, che in seguito è divenuto una dotazione standard del mezzo. Anche l'ABS e il cruise control fanno parte della dotazione di base di questo trike. La Harley-Davidson ha prodotto anche un secondo modello di veicolo a tre ruote con una dotazione di accessori minore: lo Street Glide che però è restato in produzione solo per un breve periodo.

## Curiosità
Poco dopo che ne era iniziata la produzione uno di questi veicoli ha aperto la parata del giorno del giuramento del Presidente Barack Obama che si è tenuto il 20 gennaio 2009.